# Batalla de Santo Tomás
La batalla de Santo Tomás (en filipino: Labanan sa Santo Tomas, en inglés: Battle of Santo Tomas) fue librada el 4 de mayo de 1899, in Santo Tomas, Pampanga, durante la  Guerra filipino-estadounidense. Durante esta batalla, el general Antonio Luna, el comandante de las fuerzas filipinas, fue herido. La batalla de Santo Tomás siguió a la batalla de Calumpit, donde la fuerza principal de Luna había luchado contra la del general Arthur MacArthur, Jr. La batalla resultó en una derrota de las fuerzas filipinas alrededor de Santo Tomás y su retirada de la ciudad.

## Trasfondo
Tras la caída de Calumpit y la marcha a través de la Línea Calumpit-Apalit, el siguiente objetivo de los estadounidenses era capturar San Fernando, Pampanga, que estaba inmediatamente al frente de la Línea Ángeles-Magalang, la última de las tres líneas de defensa que Luna había hecho. Emilio Aguinaldo había trasladado su capital a la cercana localidad de San Isidro, Nueva Ecija, antes de la toma de Malolos el 31 de marzo. La fuerza principal de Luna, que había estado luchando contra los estadounidenses desde los enfrentamientos alrededor de Malolos, se retiró a la cercana ciudad de Santo Tomás el 28 de abril. Por lo tanto, los estadounidenses decidieron que tenían que capturar Santo Tomás antes de tomar San Fernando. Ya que la fuerza principal del General Arthur MacArthur, Jr. descansaba en Malolos, Las fuerzas de los generales de brigada Loyd Wheaton e Irving Hale estaban comprometidas con el avance, con el coronel Frederick Funston, su adjunto inmediato, encabezando el ataque estadounidense inicial.

## Batalla
La batalla contó con una derrota fácil de las fuerzas filipinas bajo Luna, que suman alrededor de 2.500, por estadounidenses en Santo Tomas. En la propia cuenta de Funston, afirma que tan pronto como los filipinos abandonaron sus trincheras en la orilla opuesta de la laguna, envió a dos compañías para examinar las trincheras desocupadas y reparar la vía del ferrocarril que había sido destruida por los filipinos en retirada. Sin embargo, cuando el teniente coronel Cavestany trajo refuerzos compuestos por unos 1.600 hombres organizados en ocho compañías y cruzó el puente que conduce a San Fernando, Luna vio que el avance estadounidense aún podía detenerse.
Montado en su caballo, Luna luego cargó en el campo de batalla liderando su fuerza principal en un contraataque. A medida que avanzaban, las fuerzas estadounidenses comenzaron a disparar contra ellos. En medio del fuego, el caballo de Luna fue golpeado y cayó al suelo. Mientras se recuperaba, Luna se dio cuenta de que le habían disparado en el estómago. Al ver a los estadounidenses venir hacia él y decidir que no debía dejarse capturar, intentó suicidarse con su revólver. Sin embargo, fue salvado por las acciones de un coronel filipino llamado Alejandro Avecilla quien, al ver caer a Luna, cabalgó hacia el general para salvarlo. A pesar de estar gravemente herido en una de sus piernas y un brazo, con la fuerza que le quedaba, Avecilla llevó a Luna de la batalla a la retaguardia filipina. Al llegar a un lugar seguro, Luna se dio cuenta de que su herida no era muy profunda ya que la mayor parte del impacto de la bala se lo había llevado un cinturón de seda lleno de monedas de oro que le habían regalado sus padres, que llevaba puesto. Cuando salió del campo para que le curaran las heridas, Luna entregó la orden al General Venacio Concepción, El comandante filipino de la cercana ciudad de Angeles.

## Resultado
Al ver caer a Luna, los estadounidenses respondieron con júbilo. Como Jefe de Operaciones de Guerra de la República de Filipinas en Luzón Central, Luna había sido uno de sus enemigos más obstinados al resistir sus esfuerzos por ocupar el archipiélago. La muerte de Luna un mes después resultaría en más celebraciones por parte de los estadounidenses, quienes creían que la guerra llegaría a una rápida conclusión con la extinción física de Luna.
Las pérdidas estadounidenses durante la batalla fueron dos muertos, mientras que se desconocen las bajas filipinas. Por su parte en la batalla, Luna recibió la Medalla de la República de manos de Aguinaldo. En el reverso de la medalla, las heroicas batallas de Luna estaban inscritas con sus fechas correspondientes. Posteriormente, fue ascendido a teniente general.
El 8 de mayo de 1899 MacArthur capturó San Fernando y allí se quedó para descansar y mejorar sus líneas de comunicación. El 12 de mayo, Luna entregó el mando de la Línea Ángeles-Magalang al General Concepción. Más tarde, ese mismo mes, Luna retiró su personal y 3,000 hombres para Tarlac. El 16 de mayo, los estadounidenses capturaron San Isidro, Nueva Ecija, pero Aguinaldo una vez más eludió a sus enemigos transfiriendo la capital a Bambán, Tarlac..